# Leo Radtke
Leo Radtke (* 28. März 1897 in Rudziniec (Westpreußen); † 1. Mai 1969 in Dortmund) war ein deutscher Gewerkschaftsfunktionär, Widerstandskämpfer, Funktionär von Verfolgtenverbänden und Beamter.

## Leben
Radtke stammte aus Ostpreußen und machte nach der Schule eine Lehre als Friseur. Mit seiner Familie siedelte er vor dem Ersten Weltkrieg in den Westen Deutschlands über. Er trat nach der Novemberrevolution der SPD und den freien Gewerkschaften bei.
Zwischen 1920 und 1929 war Radtke bei der Deutschen Reichsbahn tätig. Von 1927 bis 1929 war er Betriebsratsvorsitzender der Bahnmeisterei Hamm, zugleich war er Mitglied des Bezirks- und Hauptbetriebsrates der Reichsbahn. Neben seiner beruflichen Tätigkeit bildete sich Radtke weiter. Er besuchte die Wirtschaftsschule in Berlin und die Akademie der Arbeit in Frankfurt am Main. Seit 1930 war er als Gewerkschaftssekretär des Einheitsverbandes der Eisenbahner Deutschlands (EdED) mit Sitz in Hamm tätig.
Seine Stellung verlor er mit dem Beginn der Zeit des Nationalsozialismus und der Zerschlagung der Gewerkschaften am 2. Mai 1933. Noch 1933 wurde er erstmals von den Nationalsozialisten inhaftiert und misshandelt. In den folgenden Jahren blieb er trotz allgemeinen Wirtschaftsaufschwungs arbeitslos.
Radtke gehörte ab 1934/35 zum engen Kern der von der Internationalen Transportarbeiter-Föderation (ITF) getragenen Widerstandsbewegung der Eisenbahner in Rheinland und Westfalen. Er wurde im Sommer 1935 Bezirksleiter der Widerstandsgruppe des illegalen EdED in Westfalen. Seine Erfahrung als Gewerkschaftsfunktionär qualifizierte ihn für diese Stellung. Von Bedeutung war auch seine guten Kontakte zu anderen ehemaligen Gewerkschaftern, vor allem zu Hans Jahn. Seit 1936 gehörte er zur engeren Führung des Eisenbahnerwiderstandes gegen den NS-Staat. Er reiste zu Treffen nach Venlo in die Niederlande, um den emigrierten Gewerkschaftern über die Situation der Beschäftigten im Reich zu berichten. Von Holland wurden illegale Schriften nach Deutschland geschmuggelt. Mitte Februar 1937 gelang es der Gestapo, die Widerstandsgruppe in Westdeutschland zu zerschlagen und ihre führenden Funktionäre zu verhaften. Sie wurden wegen Vorbereitung eines hochverräterischen Unternehmens verurteilt. Im Gegensatz zu einigen anderen Angeklagten wurde Radtke am 3. Dezember 1937 im Prozess gegen Hans Funger und andere vom Volksgerichtshof zu einer recht milden Strafe von vier Jahren Zuchthaus verurteilt. Nach Verbüßung der Haft wurde er entlassen. Im Gegensatz zu anderen wegen „Hochverrats“ Verurteilten wurde er nach Verbüßung der Haftstrafe nicht sofort in ein Konzentrationslager eingeliefert. Nach der Entlassung aus dem Zuchthaus fand er eine Stelle als Angestellter. Im Rahmen der Aktion Gitter wurde er am 15. August 1944 in Hamm verhaftet und bis zur Befreiung im KZ Sachsenhausen (Ende April 1945) inhaftiert.
Nach dem Krieg trat Radtke 1946 in den öffentlichen Dienst ein und leitete bei der Bezirksregierung Arnsberg das Sonderdezernat für die Betreuung von NS-Verfolgten. Zeitweise war er auch für die Regierungsbezirke Münster und Minden zuständig. Daneben war er am Wiederaufbau der Gewerkschaften und der SPD in Westfalen beteiligt. Radtke war zeitweise auch einer der drei Vorsitzenden des Vereinigung der Verfolgten des Naziregimes in der britischen Zone. Bei der Gründung der Arbeitsgemeinschaft verfolgter Sozialdemokraten wirkte er an maßgeblicher Stelle mit.  Später war er ein erklärter Gegner des VVN.  Seit 1948 leitete er bis zu seiner Pensionierung 1962 die Entschädigungsbehörde und war Dezernent für Wiedergutmachung bei der Bezirksregierung in Arnsberg. Zuletzt war er Oberregierungsrat. Daneben war er politisch im SPD-Ortsverein Arnsberg tätig.